# Orłowka (rejon koszkiński)
Orłowka (ros. Орловка) – wieś (sieło) w Rosji, w obwodzie samarskim, w rejonie koszkińskim. W 2010 liczyła 1587 mieszkańców.